# Invasió (pel·lícula de 2024)
Invasió (títol original en neerlandès, Invasie) és una pel·lícula d'acció neerlandesa de 2024 dirigida per Bobby Boermans. La pel·lícula es va estrenar l'11 d'abril de 2024. S'ha doblat i subtitulat al català.
La pel·lícula va ser dirigida per Bobby Boermans i produïda per Errol Nayci, en representació de la productora Storytellers Film & TV. El rodatge de la pel·lícula va començar el juliol de 2022 i va tenir lloc a Curaçao, Aruba, Saba i els Països Baixos, entre altres llocs. La pel·lícula es va realitzar en col·laboració amb la Marina Reial dels Països Baixos que va donar suport logístic i material al rodatge, amb l'objectiu de reclutar més personal.
Invasió es va estrenar l'11 d'abril de 2024. La pel·lícula es va incorporar al catàleg de Netflix el setembre del mateix any.